# (233547) Luxun
(233547) Luxun est un astéroïde de la ceinture principale.

## Description
(233547) Luxun est un astéroïde de la ceinture principale. Il fut découvert le 9 mai 2007 à l'Observatoire de Lulin par Shi Jiayou et Ye Quan-Zhi. Il présente une orbite caractérisée par un demi-grand axe de 2,34 UA, une excentricité de 0,26 et une inclinaison de 6,0° par rapport à l'écliptique.

## Compléments